# Желябово
Желябово — деревня Ульяновского района Калужской области России. Входит в состав сельского поселения «Село Ульяново».
В Списке населённых мест Калужской губернии за 1859 год Желябова или Жуляпова упоминается как альтернативное название владельческой деревни Вязовна Жиздринского уезда при речке Вязовенке близ Болховского и Козельского трактов, которая в «Описаниях и алфавитах к атласу Калужского наместничества» записана принадлежащей княжне Марии Александровне Долгоруковой, Александра Васильевича Павлова, Мавры Гавриловны Денисьевой и Алексея Ильича Желябовского.
После реформы 1861 года Желябово вошла в состав Холмищенской волости. В 1892 году в деревне проживало 159 мужчин и 165 женщин, а в 1913 — 247 мужчин и 241 женщина.
В 1920 году в составе Жиздринского уезда деревня была передана в Брянскую губернию. В следующие годы, при укрупнении волостей, Холмищенская волость вошла в состав Плохинской, которая в свою очередь была упразднена в 1929 году, с введением районного деления, после чего деревня перешла в Плохинский район Западной области. В 1937 году район был передан Орловской, а в 1944 году — Калужской области.

## Население
| 2002 | 2010 |
| ---- | ---- |
| 12   | ↘5   |